# リットンファミリー
リットンファミリーは、お笑いコンビ・リットン調査団が率いている吉本興業内のグループ。または「リットン軍団」ともいわれる。

## 概要
ファミリーの全貌は明らかになっていないが、2003年6月19日に朝日放送で放送された「ナンバ壱番館」の「リットン・ファミリー特集」においてバッファロー吾郎、ケンドーコバヤシ、笑い飯、千鳥、友近、山里亮太（南海キャンディーズ）、レイザーラモン、ネゴシックス、なだぎ武（元スミス夫人、ザ・プラン9）、土肥ポン太（元スキヤキ）、野性爆弾、天津、ルチャダテリブレ、べっぴん山、中山功太の存在が確認されている。
リットンファミリーの特徴として、ファミリーに属する芸人の多くがマニアックネタやプロレスネタ、下ネタなど、あまり一般には評価されない芸を得意にしていることが挙げられる。これについて、2005年2月19日に放送された「めちゃ²イケてるッ!」のコーナー「笑わず嫌い王決定戦」にバッファロー吾郎が登場した際、岡村隆史（ナインティナイン）が「男子（男性ではない）ウケする芸風」と形容した。それ以外にも友近やネゴシックス、南海キャンディーズなど独特のセンスを持つ芸人が多いため、流行に左右されない独自路線を進むマニアックな芸人をファミリーの如何に関わらず、「リットンファミリー（のようだ）」と呼ぶこともある。
その特異性ゆえに「売れない落ちこぼれの集まり」と認識されていたリットンファミリーだが、M-1グランプリにおいて笑い飯や千鳥、南海キャンディーズが決勝に残ったことから注目されるようになった。近年は友近、ネゴシックス、レイザーラモンの活躍によって関西のお笑い界では一大勢力になりつつある。
2005年10月24日にテレビ朝日で放送された「アメトーク!」ではバッファロー吾郎を中心とした「バッファロー・ファミリー」として、ケンドーコバヤシ、笑い飯、南海キャンディーズ、レイザーラモンが登場したが、これはリットンファミリーの内部組織といえる。
2021年12月19日に関西テレビで放送された「お笑いワイドショー マルコポロリ!」『リットン調査団・バッファロー竹若・なだぎ・ケンコバ・ザコシ 伝説のリットン軍団大集合SP』ではバッファロー吾郎の竹若、なだぎ武、ケンドーコバヤシ、ハリウッドザコシショウが出演しトークを繰り広げた。